# Fogaça de Alcochete
A fogaça de Alcochete é um bolinho tradicional da localidade portuguesa de Alcochete com mais de 600 anos de existência.

## Ingredientes
- 500 g de farinha de trigo
- 100 g de margarina
- 6 g de canela em pó
- 350 g de açúcar amarelo
- raspa de um limão
- 1 gema de ovo

## Modo de preparação
Num recipiente mistura-se a farinha, a canela, o açúcar e a raspa do limão. No recipiente abre-se a mistura e deita-se no interior a margarina derretida (em banho-maria com três colheres de água ou no micro ondas), misturando-se até obter uma bola de massa. Se a massa não estiver bem ligada, molham-se as mãos (as vezes que forem necessárias) em água morna e amassa-se bem com o punho fechado até que a massa fique bem ligada. Para verificar se a massa está boa, retira-se uma pequena bola e certifica-se se a massa não se pega às mãos. Faz-se bolinhos e pincela-se com a gema de ovo. Vai ao forno cozer a 180 graus Celsius durante 20 minutos.